# NGC 2742
NGC 2742 este o galaxie spirală situată în constelația Ursa Mare. A fost descoperită în 19 martie 1790 de către William Herschel. Se află la o distanță de 21,28 de megaparseci de Pământ.